# Kasim Bazar
Kasim Bazar (ook wel gespeld als Cossimbazar) is een census town in het district Murshidabad van de Indiase staat West-Bengalen.

## Demografie
Volgens de Indiase volkstelling van 2001 wonen er 10.175 mensen in Kasim Bazar, waarvan 52% mannelijk en 48% vrouwelijk is. De plaats heeft een alfabetiseringsgraad van 78%.

## Geboren
- Carel van Hogendorp, 1788